# 徳島市国府中学校
徳島市国府中学校（とくしまし こくふちゅうがっこう）は、徳島県徳島市国府町府中にある公立中学校。

## 沿革
公式ホームページを参照
- 1948年8月 - 国府町・南井上村中学校組合設置。建築校舎に対し、文部省よりモデルスクールの指定を受ける。
- 1950年
  - 3月29日 - 昭和天皇が行幸（昭和天皇の戦後巡幸）[2]。校庭に名東郡奉迎場が設けられた[3]。
  - 4月 - 名東郡名東第一中学校を創設し、同時に国府中学校、南井上中学校をそれぞれ国府教室・南井上教室と改称。
- 1958年4月 - 体育館新築竣工。
- 1962年7月 - 公認50mプール竣工。
- 1966年3月 - 昭和40年度学校基本調査優良につき文部大臣から表彰を受ける。
- 1967年1月 - 名東郡国府町が徳島市と合併したことにより徳島市国府中学校と校名を改称。
- 1968年3月 - 生徒の心身障害に関する調査成績優秀により、灘尾弘吉文部大臣から表彰。
- 1972年3月 - 創立30周年記念号「気延」を発行する。
- 1981年11月 - 新校舎起工式を行う。
- 1982年10月 - 新校舎竣工、移転する。
- 1983年5月 - 校舎改築落成記念式典の挙行。
- 1987年1月 - 校名改称20周年記念事業の実施（式典、「気延」記念号等)。
- 1992年11月 - コンピュータ室完成。パソコン21台等設置。
- 1998年4月 - 単独校として学校給食開始。
- 2018年1月 - 普通教室の空調機設置完了(同6月から運転開始)

## 校訓
- 自立[1]
- 勤勉
- 責任

## 校歌
- 作詞: 宮本村雄
- 作曲: 近藤良三

## 最寄駅
- JR徳島線府中駅から徒歩で約5分

## 関係者

### 出身者
- 川上憲伸 - 元プロ野球選手[4]、野球解説者

## 関連学校
- 徳島市国府小学校
- 徳島市南井上小学校

## 通学区域が隣接している学校
- 徳島市入田中学校
- 徳島市上八万中学校
- 徳島市加茂名中学校
- 徳島市不動中学校
- 徳島市北井上中学校
- 石井町立石井中学校